# Syn Bogdana
Syn Bogdana – czwarty album studyjny polskiego rapera Chady. Wydawnictwo ukazało się 25 kwietnia 2014 roku nakładem wytwórni muzycznej Step Records.
Nagrania dotarły do 2. miejsca zestawienia OLiS i uzyskały certyfikat złotej płyty.

## Lista utworów
1. „Po przerwie” (produkcja: No Name Full Of Fame, Jarzomb) – 4:50
2. „Raport z rejonu” (produkcja: The Returners) – 4:36
3. „Obrachunek moralny 2” (gościnnie: Ten Typ Mes; produkcja: Donatan) – 4:40
4. „Jeszcze więcej ognia” (gościnnie Z.B.U.K.U, Diox, Bezczel; produkcja: The Returners) – 4:12
5. „Najlepszy towar” (produkcja: Bob Air) – 3:52
6. „Syn Bogdana” (produkcja: Bob Air) – 4:13
7. „Nigdy poniżej oczekiwań” (produkcja: Bob Air) – 4:13
8. „Nie chcę być taki jak oni” (gościnnie: Zeus, Paluch, Pih, Rover; produkcja: Donatan) – 5:36
9. „Szum” (produkcja: Rockets Beats) – 3:36
10. „Tak to zwykle się kończy” (produkcja: No Name Full Of Fame, Jarzomb) – 4:35
11. „Myśli i kartki” (produkcja: PCN) – 3:30
12. „O własnych siłach” (produkcja: Pacior / LA Wasted) – 3:51
13. „Urywki wspomnień” (produkcja: RX) – 3:32
14. „Stan gotowości” (produkcja: Fleczer) – 4:14
15. „Pomyślności” (produkcja: Bob Air) – 5:09